# 아라쉬 (가수)
아라쉬 라바프(페르시아어: آرش لباف, 아제르바이잔어: Arəş Ləbaf, 영어: Arash Labaf, 1977년 4월 23일 ~ )는 간단히 아라쉬(Arash)라는 이름으로 알려져 있는 스웨덴의 이란계 가수이다. 러시아 모스크바에서 열린 유로비전 송 콘테스트 2009에서 아이셀 테이무르자데와 함께 아제르바이잔 대표로 참가했다.

## 생애 초반
아라쉬는 이란 테헤란에서 태어났는데 부모와 함께 멜라트 공원 근처에 거주했다. 아라쉬의 가족들은 아라쉬가 10세였던 시절에 스웨덴으로 이주했다. 아라쉬는 영국방송공사(BBC)의 페르시아어 뉴스 채널인 BBC 페르시안 텔레비전과의 인터뷰에서 자신의 어머니와 아버지가 각각 이란의 시라즈와 이스파한 출신이라고 언급했다.
아라쉬는 BBC와의 인터뷰에서 자신이 축구에 관심이 있다고 밝혔고 축구에 대한 노래를 발표하기도 했다. 또한 아라쉬는 독일의 국제 방송인 독일의 소리와의 인터뷰에서 어린 시절부터 노래에 관심이 많았고 친구들과 함께 비공식 밴드를 결성하기도 했다고 밝혔다.

## 경력
아라쉬는 자신이 모국어인 페르시아어로 노래하는 것을 선택한 이유에 대해 이란과 페르시아 문화에 대한 깊은 애착 때문이라고 밝혔다. 2005년 6월에는 스웨덴에서 아라쉬의 데뷔 음반인 《Arash》가 워너 뮤직 그룹을 통해 발매되었다. 아라쉬의 싱글 음반인 〈Boro Boro》("저리 가라"), 〈Temptation〉(레베카 사디그(Rebecca Zadig) 피처링)은 유럽 전역에서 히트곡 목록에 올랐고 각각의 뮤직비디오는 전 세계 20개 이상의 MTV 아울렛에서 방송되었다.
플래티넘 인증을 받은 가수이자 음악 프로듀서인 아라쉬는 스웨덴, 이란과 같은 본국의 음악 차트에서의 성공 이외에도 러시아, 우크라이나, 그리스, 불가리아, 폴란드, 헝가리, 아르메니아, 아제르바이잔, 세르비아, 슬로바키아, 슬로베니아, 루마니아를 비롯한 동유럽·동남유럽의 음악 차트 뿐만 아니라 타지키스탄, 카자흐스탄, 아프가니스탄, 우즈베키스탄, 중동의 아랍권 국가들을 비롯한 아시아의 음악 차트에서도 같은 성과를 기록했다. 아라쉬의 싱글 음반은 스위스, 핀란드의 음악 차트에서 여러 차례 순위권에 올랐고 특히 폴란드에서도 널리 알려졌다.
아라쉬의 음반은 5개국에서 골드 인증을 받았는데 독일, 러시아, 슬로베니아, 그리스에서는 정규 음반 《Arash》가 골드 인증을 받았고 스웨덴에서는 싱글 음반 〈Boro Boro〉가 골드 인증을 받았다. 이 노래는 2005년에 인도에서 개봉된 힌디어 볼리우드 영화 《블러프마스터》(Bluffmaster!)에서 사용되었고 아라쉬는 MTV 인디아(MTV India)에서 이 달의 아티스트로 출연하게 된다.
헬레나 요세프손(Helena Josefsson)은 아라쉬의 노래 〈Pure Love〉의 뮤직비디오에 출연하지 않았지만 헬레나 요세프손의 목소리는 이 노래에 사용되었다. 이 노래의 뮤직비디오에는 아라쉬와 베네수엘라의 미인 대회 우승자인 마리아네 푸글리아(Marianne Puglia)가 출연했다. 아라쉬는 토마스 G:손(Thomas G:son), 로베르트 울만(Robert Uhlmann), 요한 베예르홀름(Johan Bejerholm)과 함께 벨라루스 민스크에서 열린 주니어 유로비전 송 콘테스트 2010에서 스웨덴 대표로 참가한 요세피네 리델(Josefine Ridell)의 노래 〈Allt jag vill ha〉("모두가 나를 원해")의 작곡을 맡았다.
아라쉬는 2011년 5월에 아랍에미리트 두바이에서 자신의 오랜 연인이었던 베흐나즈 안사리(Behnaz Ansari)와 결혼했다. 아라쉬는 2020년에 사우디아라비아의 중동 방송 센터(MBC) 산하 페르시아어 채널인 MBC 페르시아(MBC Persia)의 경연 프로그램이자 영국의 《갓 탤런트》의 페르시아어 프랜차이즈 프로그램인 《페르시아 갓 탤런트》(Persia's Got Talent)의 심사위원으로 출연하기도 했다.

## 유로비전 송 콘테스트 참가
아라쉬는 2009년 초반에 러시아 모스크바에서 열린 유로비전 송 콘테스트 2009에서 아이셀 테이무르자데와 함께 자신이 작사, 작곡한 노래 〈Always〉를 사용한다고 밝혔다. 아라쉬는 유로비전 송 콘테스트 2009 준결승 2차전에서 아이셀 테이무르자데와 함께 이 노래를 듀엣으로 불렀다.
아라쉬와 아이셀 테이무르자데는 2009년 5월 16일에 열린 유로비전 송 콘테스트 2009 결승전에 진출하여 최종 순위 3위에 올랐다. 아라쉬는 자신이 아제르바이잔 대표로 참가한 소감에 대해 "제가 왜 이 대회에 참가했을까요? 저는 원래 (민족적으로) 아제르바이잔 출신입니다. 저는 유로비전 송 콘테스트의 역사에서 이 나라의 자신감이 넘치는 등정에 참여하고 싶습니다."고 밝혔다.

## 음반 목록
- 《Arash》 (2005년)
- 《Donya》 (2008년)
- 《Superman》 (2014년)